# ハンデ・エネル
ハンデ・エネル（Hande Yener、本名：Makbule Hande Özyener、1973年1月12日 - ）は、トルコのシンガーソングライター・音楽プロデューサー。トルコではゲイ・アイコンの一人として有名。

## 人物
2021年、前年に乳がんを患ったが、手術と治療によって治癒したことを公表した。

## ディスコグラフィ
スタジオ・アルバム
- Senden İbaret（2000年）
- Sen Yoluna... Ben Yoluma（2002年）
- Aşk Kadın Ruhundan Anlamıyor（2004年）
- Apayrı（2006年）
- Nasıl Delirdim?（2007年）
- Hipnoz（2008年）
- Hayrola?（2009年）
- Hande'ye Neler Oluyor?（2010年）
- Teşekkürler（2011年）
- Kraliçe（2012年)
- Mükemmel (2014年)
- Hepsi Hit (2016年)
- Hepsi Hit Vol.2 (2017年)
- Carpe Diem (2020年)
- Afrodizyak (2023年)

コンピレーション・アルバム
- Hande'yle Yaz Bitmez（2010年）

EP
- Extra（2001年）
- Hande Maxi（2006年）